# Lista dos distritos de Alvinópolis
O município brasileiro de Alvinópolis está dividido em 4 distritos, que estão relacionados abaixo:

## Barretos de Alvinópolis
O distrito de Barretos de Alvinópolis está localizado na região central do estado de Minas Gerais, a uma distância de 24 Km de Alvinópolis. O distrito possui uma população de 1.630 habitantes. Está localizado a uma altitude média de 779 m e seu clima é o tropical de altitude. Sua economia gira em torno da agropecuária e reflorestamento com eucaliptos. Localizam-se ao redor do distrito as localidades de Mutuca, Botafogo, Dumbá e outras.
Localização: 20° 3' 26" S 43° 11' 50" O

## Fonseca
O distrito de Fonseca está situado no Quadrilátero ferrífero e pertence ao município de Alvinópolis, na região central do estado de Minas Gerais. Está distante 32 Km de Alvinópolis e 13 Km de Catas Altas. Possui uma população de 4.888 habitantes. Reconhecido através de decreto como distrito do Município de Alvinópolis desde 1911, está localizado a 796 m de altitude, possui clima tropical de altitude e índice pluviométrico de 1600 mm anuais. Seu relevo é montanhoso. A economia do distrito é baseada na agropecuária, serviços e reflorestamento com eucaliptos. Agrupam-se em torno do distrito as localidades de Mumbaça, Cata Preta, Machado, Zamparina e outras. Encontra-se no distrito a Bacia Fonseca que representa uma importante área de interesse geológico e paleontológico brasileiro.
Localização: 20° 9' 35" S 43° 17' 50" O

## Major Ezequiel
O distrito de Major Ezequiel, com 1335 habitantes, pertence ao município de Alvinópolis, na região central do estado de Minas Gerais. Distancia de 14 Km de Alvinópolis. Localiza-se a 877 m de altitude e possui clima tropical de altitude. Sua economia é baseada na agropecuária e comércio. Agrupam-se em torno do distrito as localidades de Lages, Fundão, Garanjanga e Sitio do Paiol Fundo.
Localização: 20° 1' 27" S 42° 59' 44" O

## Distrito-sede
É onde se localiza a cidade de Alvinópolis.